# Pozla Gora
Pozla Gora falu Horvátországban, Dubrovnik-Neretva megyében. Közigazgatásilag Pojezerje községhez tartozik.

## Fekvése
Makarskától légvonalban 43, közúton 54 km-re délkeletre, községközpontjától 6 km-re délkeletre, az A1-es autópálya mentén fekszik.

## Története
A térség első ismert lakói az illírek voltak, halomsírjaik és egykori váraik maradványai máig fennmaradtak. A horvát törzsek a 7. század végén és a 8. század elején telepedtek le itt, ezután területe a neretvánok kenézségének Paganiának a részét képezte. A középkoriban területe a podjezerjei plébánia része volt. A török a 15. század második felében hódította meg ezt a vidéket. A török uralom idején a megmaradt keresztény lakosság lelki gondozását kezdetben a ljubuški ferences atyák látták el, majd miután 1563-ban kolostorukat lerombolták a zaostrogi kolostorból jöttek ide ferences szerzetesek. A térség török uralom végével a 17. század végén 1690 körül népesült be. A mai lakosság döntően azoktól a betelepülőktől származik, akik a moreai háború (1684-1699) idején érkeztek ide Hercegovinából Mate Bebić szerdár vezetése alatt. A róluk szóló legrégibb dokumentum egy 1704-ből származó telekkönyvi összeírás. Az idők folyamán, különösen a hercegovinai határt megállapító pozsareváci békével (1718.) zárult ún. kis háború után azonban ezeket a családokat újak váltották fel. 1767-ben az otrić-strugei plébániát, melyhez a település is tartozott leválasztották a podjezerjei plébániáról. A plébánia székhelye kezdetben Strugén volt, csak a 18. század végén lett a székhely Otrićon, a plébániatemplom pedig az ottani Szent Miklós templom lett, ahogy máig is így van. A velencei uralomnak 1797-ben vége szakadt és osztrák csapatok vonultak be Dalmáciába. 1806-ban az osztrákokat legyőző franciák uralma alá került, de Napóleon lipcsei veresége után 1813-ban újra az osztrákoké lett. 1857-ben 725, 1910-ben 673 lakosa volt. 1918-ban az új szerb-horvát-szlovén állam, majd később Jugoszlávia része lett. A második világháború idején a Független Horvát Állam része volt. A háború után megindult a lakosság kivándorlása főként a délkeletre fekvő Metkovićra, kisebb részben az újonnan alapított Kobiljačára. A településnek 2011-ben már csak 62 lakosa volt, akik főként mezőgazdaságból éltek.

## Népesség
| Lakosság változása | Lakosság változása | Lakosság változása | Lakosság változása | Lakosság változása | Lakosság változása | Lakosság változása | Lakosság változása | Lakosság változása | Lakosság változása | Lakosság változása | Lakosság változása | Lakosság változása | Lakosság változása | Lakosság változása | Lakosság változása |
| ------------------ | ------------------ | ------------------ | ------------------ | ------------------ | ------------------ | ------------------ | ------------------ | ------------------ | ------------------ | ------------------ | ------------------ | ------------------ | ------------------ | ------------------ | ------------------ |
| 1857               | 1869               | 1880               | 1890               | 1900               | 1910               | 1921               | 1931               | 1948               | 1953               | 1961               | 1971               | 1981               | 1991               | 2001               | 2011               |
| 725                | 859                | 391                | 769                | 582                | 673                | 858                | 810                | 438                | 392                | 334                | 203                | 122                | 110                | 64                 | 62                 |

(1880-ban Zlagora, 1890-től 1910-ig Pozlagora néven. 1880 és 1910 között településrészként, 1921-től önálló településként. Az adatok 1857 és 1910 között az egykori Struge, 1857-ben, 1869-ben , valamint 1890 és 1931 között Dubrave, 1857-ben, 1869-ben és 1921-ben Mali Prolog, 1857-ben és 1869-ben Otrić-Seoci, 1857-ben, 1869-ben, 1921-ben és 1931-ben az egykori Brečići települések lakossági adatait is tartalmazzák.)

## Nevezetességei
A Kisboldogasszony templom az 1990-es években épült. Egyszerű betonépület a homlokzat bal oldalán harangtoronnyal. Egyszerű oltárán Szűz Mária szobra áll. A homlokzatot és a harangtornyot 2004-ben kőlapokkal burkolták.

## Oktatás
A településen 1939 és 1972 között működött az iskola.